# Albany (Nouvelle-Zélande)
Albany est l'une des plus au nord des banlieues de la zone métropolitaine, de la cité d'Auckland, située dans l'Île du Nord de la Nouvelle-Zélande.

## Situation
Elle est localisée dans le nord de Waitemata Harbour, à 15 km au nord-ouest du centre de la cité d’Auckland cbd.

## Histoire
La banlieue est constituée par le ward d'Albany (en), une des treize divisions administratives du Conseil d'Auckland.
C'est une des banlieues les plus récentes de la cité.
C'était jusqu'à relativement récemment une ville de plein droit, mais qui s'est toujours considérée comme faisant réellement partie de la cité et qui s’étend principalement au sud-est d’Auckland.
La plupart des terrains vers le nord de la ville d'Albany sont toujours semi-ruraux.

## Toponymie
En langue maori, le nom du secteur était Okahukura (littéralement « place de l'arc en ciel » ou « place des jonquilles »).
La ville était initialement connue comme « Lucas Creek ».
Le nom d'Albany dérive de Alba  (Gaélique écossais) et de sa latinisation.
Vers l’année 1890, c'était une zone de vergers, orientée vers la croissance des fruits et elle fut renommée Albany d'après la région de vergers appelée Albany en Australie, prononcé avec un a court comme Albert ,.

## Plans de la cité
En 2005, des plans furent proposés pour un développement majeur du centre d'Albany selon une organisation mini-urbaine décrite comme un « mélange heureux de zones de travail, d'hôtels, de magasins, d'appartements, et de loisirs comprenant un environnement de parcs et de lacs et de rues bordées d'arbres, de chemins et de pistes cyclables reliant la Albany Busway Station (en) avec la Northern Busway, Auckland (en), située le long de la Northern Motorway et descendant directement vers la cité d'Auckland.
Cette cité pourrait abriter à terme 10 000 personnes.
Les autorités voulaient des appartements insonorisés pour lutter contre le bruit extérieur.
Les plans initiaux faisaient des appels d'offres pour des hôtels, une bibliothèque, une piscine municipale ainsi que le bâtiment du North Shore City Council.
Albany a donc été le site appelé Super City, avec  un projet de développement spectaculaire de500 millions de $.
Ce plan de 2006, a été caractérisé par un complexe de 200 chambres d'hôtel, des appartements dans des tours de 30 étages et avec aussi jusqu'à quinze blocs de bureaux sur dix niveaux.
Mais lors du ralentissement économique de 2008–2009, le projet fut dans une situation désespérée ; un rapport suggéra que jusqu'à 350 investisseurs (souvent âgés) risquaient de perdre de l'ordre de 20 millions de $ chacun.
Albany possédait alors un site pour la chaîne:Sky Television de la chaîne:Prime TV, ainsi qu'un centre d’émissions radio pour le  Sky PPV.
Il y avait des cinémas comprenant un multiplex de 1 800 sièges situé dans le nouveau centre commercial, ouvert bien que l'on ait rapporté des problèmes d'étanchéité du toit.
En fait, dans certains aspects, le développement s'est déroulé comme prévu mais la récession économique des années 2008–2009, a étouffé certaines des activités projetées.

## Démographie
La population était déjà de 3 057 habitants lors du recensement néo-zélandais de 2013, en augmentation de 888 résidents par rapport au Recensement de la population en Nouvelle-Zélande de 2006.
Il y avait 1 092 logements occupés dans la ville d'Albany dès 2013 et une répartition démographique formée de 73 % d'européens, 5 % de Maori, 2 % de peuples du Pacifique, avec 22 % d'asiatiques, 3 % des personnes venant du Moyen-Orient/Amérique latine/d'africains, et 1 % d'autres lieux.
Le revenu médian était de 32 600 $ aussi élevé que celui du reste de la région d’Auckland, qui est de 29 600 $.
Le taux de chômeurs dans Albany était de 7,0 %, donc plus bas que celui de la région d'Auckland, qui était de 8,1 %.
91 % des personnes ont un accès à internet et 88 % ont un téléphone portable.
Les voitures sont prévalentes et une majorité des habitants (près de 48 %) sont nés outre-mer.
Du point de vue ethnique, en tenant compte de la zone élargie du North Shore, la ville d’Albany était formée principalement de Pakehas et d'asiatiques et avait un taux relativement élevé de migrants récents venant d'autres régions de Nouvelle-Zélande et d'outremer.

## Transports
La  gare de bus d’Albany (en) sur le trajet de la Northern Busway (en), reliant la cité d'Auckland, fut ouverte en 2005.

## Activités commerciales et vente de détail
(mars 2023).
Le contenu est difficilement compréhensible vu les erreurs de traduction, qui sont peut-être dues à l'utilisation d'un logiciel de traduction automatique.
Albany est devenue une zone commerciale importante dans le nord-ouest de la région d'Auckland.
La zone du centre-ville d'Albany connait une croissance rapide en termes de population et de développement de son bâti, à la suite des décisions de planification et de vente de terrain prises par le gouvernement central et les autorités locales dans les années 1980 et 1990.
Tout au long des années 1990, des zones industrielles et commerciales furent rapidement créées, principalement détenues et occupées par des entreprises locales et étrangères.
Un grand centre commercial a ouvert à la fin de l'année 1990 et s'est depuis étendu au niveau de Westfield Albany (en) devenant le centre commercial le plus important de Nouvelle-Zélande.
Le « super mall » ainsi nommé ouvrit en août 2007 dans McKinnon Drive coûtant 210 millions $ avec 142 magasins et construit par plus de 3 500 ouvriers, se caractérisant par un cinéma de 180 sièges et une surface couverte de sept ha,avec un parking pour 2 300 véhicules.
Les chaînes de magasins Kmart,  Farmers (en), et New World (en) y sont installées.
Le centre commercial prétend fournir pour la sensibilisation et ses activités de levée de fonds « de l'espace libre pour les organisations de la communauté » mais un volontaire dit avoir été éjecté par principe alors qu'il cherchait à récolter des fonds pour les vétérans, du fait d'une dispute avec la direction du centre commercial.
Il existe un projet de développement des ventes de détails ancré par un magasin « Mega Mitre », formé lui-même de dix magasins et de 10 000 m2 de surface situé sur Oteha Valley Road, au nord de Harbour Stadium, qui est mené par le groupe Symphony Projects Management
».
Par ailleurs, un important magasin de fourniture de fenêtre a ouvert en mai 2009, créant jusqu'à 30  emplois.
Une firme de haute technologie comme « Garmin », qui est une firme spécialisée dans la navigation par satellite et les technologies de communication, a des showrooms dans Albany .
Il y a aussi des restaurants de haut niveau,.
Le revendeur de surf-wear à la mode nommé Billabong à un magasin de vente à Albany, ,.
L’ancien domaine nommé Centrepoint (en) était une ferme située près du centre de la ville avec un objectif psychothérapique.
Après que Bert Potter, son fondateur et leader, fut emprisonné pour inculpation d’utilisation de drogues et pour abus sexuels en 1992, le centre de la communauté déclina et en 2000, il ferma.
Il fut remplacé par le « Kahikatea Eco-Village and Art-Space ».
Il a été ensuite converti en « centre de recherche pour la médecine naturelle », offrant des cours en aromathérapie, en nutrition, en naturopathie, en herboristerie, en yoga et médecine.

## État du parc résidentiel
L'habitat s'est considérablement développé dès le début des années 1990, facilité par l'extension de l'autoroute Auckland Northern qui traverse la région.
Il y a eu une augmentation nette du prix des propriétés. Ainsi, par exemple, une propriété haut de gamme de 318 m2 sur un terrain de deux hectares, avec six chambres, trois salles de bain, un garage de cinq places, une piscine et une écurie chauffée au solaire, comprenant aussi un « chemin pour laver les sabots » coûtait approximativement 1,5 million de $ en 2006.
En 2005, la location pour un appartement avec deux chambres faisant partie d'une maison de quatre pièces avec un garage pour deux voitures était de 300 $ par semaine.

## Sports
Albany possède une des installations sportives les plus récentes de la région d'Auckland, le North Harbour Stadium.
Il attire 25 000 spectateurs lors des matchs et accueille le North Harbour Rugby Union dans le cadre de l'ITM Cup, ainsi que, occasionnellement, les matchs de Super Rugby des Blues.
Le stade a aussi été utilisé lors de la Coupe du monde de rugby à XV 2011.
Albany a aussi un gymnase, le « New Zealand taekwondo Olympic » où les représentants olympiques néo-zélandais de taekwondo Logan Campbell (en) et Robin Cheong (en) se sont entraînés en 2008 sous la direction de leur entraineur, le Grand Maître Jin Keun Oh. La ville possède également un parc de tennis, et les équipes de rugby s'entrainent régulièrement.
Le club de BMX de North Harbour possède une piste de course à Bush Road, Albany, où de nombreux représentants néo-zélandais s'entrainent et participent à des compétitions.
Albany est le siège du club de football d’Albany (en), qui participe aux  compétitions du championnat de 2e division (en).
Le North Harbour Stadium accueille parfois les matchs des All Whites.

## Parcs

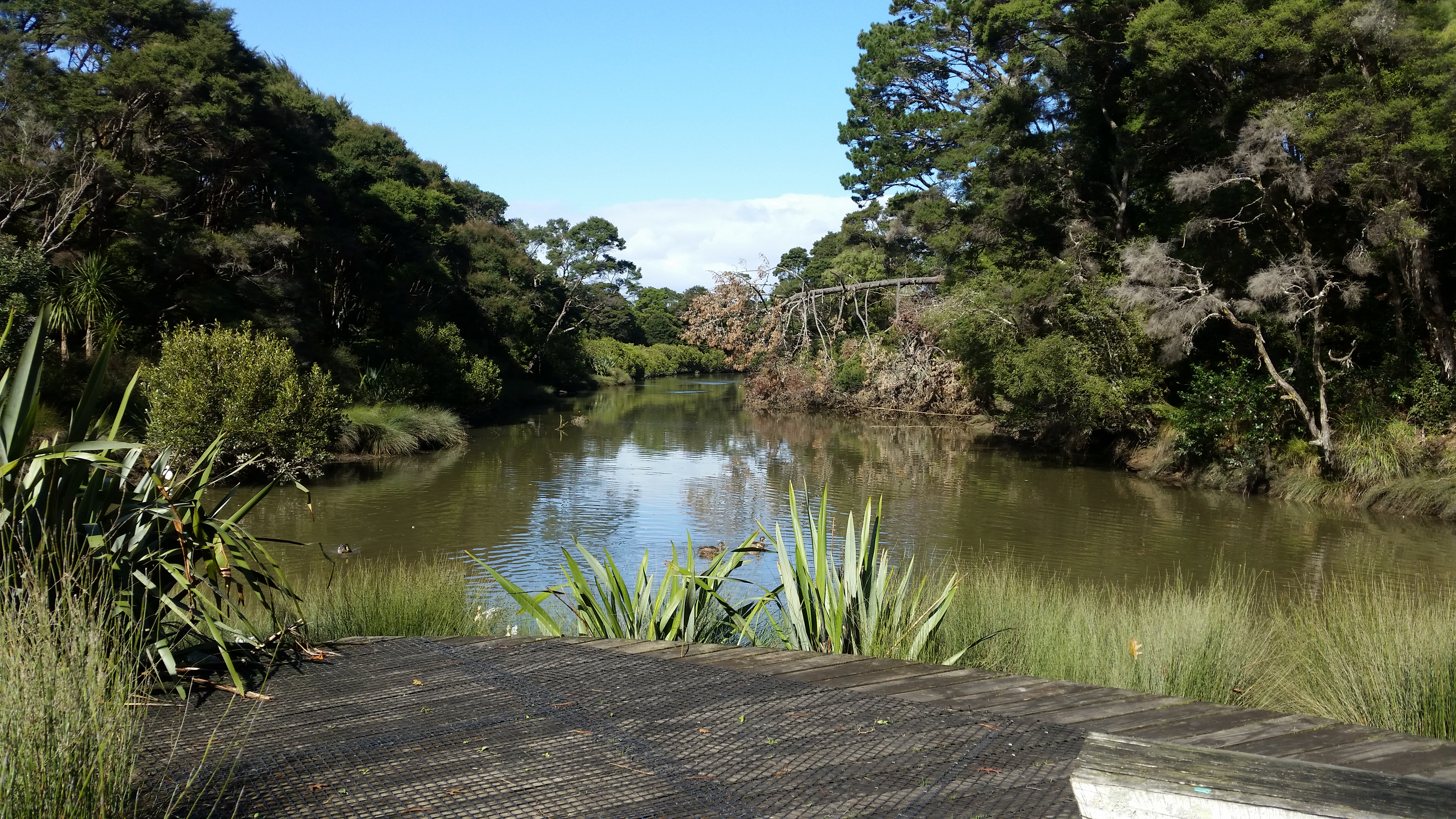
Vue de « Lucas Creek » dans le parc Kell dans la banlieue d’Albany.

Le Conseil du North Shore City a étendu les parcs de la banlieue d'Albany en 2007, en payant 3 millions de $ pour un nouveau terrain totalisant 7 000 m2.
Il y a donc approximativement 1 200 ha de parc au travers de la banlieue.
La réserve de Kell Park près de la nouvelle bibliothèque d'Albany Village est connue pour sa population  de poussins Bantam en liberté et son bateau pirate volant au niveau de fox playground.
La notice du Conseil statue qu’« Il est interdit d'abandonner les poussins ou de les retirer de leur enclos ». Il y a aussi une liste des poussins avec l’option re-home.
La cité a traditionnellement accordé aux poussins le droit de circuler librement.
Selon un des rapports du journal, « les poussins sont indéniablement une présence traditionnelle à Albany… la volaille a déambulé librement là depuis plus de 30 années, acquérant un statut d’icône et aidant à attirer les visiteurs. Elle inspira alors une statue en  bronze de poulet et un logo qui est fièrement blasonné sur le réverbère local ".
Mais en 2008, la Société pour la prévention de la cruauté envers les animaux objecta, causant ainsi une controverse, qu'il y a ainsi des conséquences pour la santé avec des oiseaux faisant leurs déjections sur les aires de jeux, les sièges et les zones de pique-nique et des incidents concernant les oiseaux écrasés par les véhicules.
Mais quand les officiers de la North Shore City Council reçurent l’ordre d’abattre les poussins, cela causa aussi une controverse comprenant un déchaînement de la part de John Banks, maire d’Auckland, disant que l’abattage était  « un acte de destruction sans motif et un outrage aux droits des animaux ».
En fait, en 2008, alors qu’ « Albany village » continuait à avoir un coq dans son logo, la population de poussins déambulant librement n’existait plus, bien qu’il y ait des dires sur la gestion d’une population au niveau de « Kell Park ».

## Éducation
- L’Albany Primary School[31] est une école primaire (allant de l’année 1 à 6) avec un effectif de 623 élèves[32].

- La Kristin School (en) est une école indépendante mixte proposant l'International Baccalaureate. Elle a un effectif de 1 600 élèves en février 2023.

- La Pinehurst School (en) est une école privée mixte (allant de l’année 1 à 13) avec un effectif de 1 076 élèves .

- La Albany Junior High School située au dans la banlieue de North Harbour, ouverte en 2005[33].

- La Albany Senior High School (en) ouverte en 2009 pour les élèves des années allant de 11 à 13[34]. Du fait des délais pour terminer le site du campus Senior, la Senior High School a initialement partagé le site avec l’Albany Junior High School[35], mais il y eut des  controverses à propos du dépassement du coût alors qu’Albany Senior High school était en construction en 2008[36]. Le nouveau bâtiment ouvrit en 2009 pour accueillir environ 1 400 élèves[37].

Toutes les écoles sont mixtes et ont un taux de décile de 10.
- Albany abrite le campus nord de l'Université Massey.

Elle propose 70 filières et des programmes spécialisés, notamment en mathématiques et sciences de l’information, sciences fondamentales, technologies de l’alimentation, ingénierie, design, jazz, sciences sociales, commerce et philosophie et l’éducation. Le campus est divisé en trois zones : 
- L’enceinte est près de la State Highway 17 ;
- Oteha Rohe, près d’Albany Highway ;
- l’enceinte d’Albany Village près de Kell Drive et de la State Highway 17, là où se trouvent les écoles d’ingénieurs, de design et de psychologie[39].

Une navette relie ces trois zones avec des départs toutes les 40 à 45 minutes, et il existe des lignes de bus vers Albany.

## Autres Lectures
- (en) A. W. Reed, The Reed Dictionary of New Zealand Place Names, Auckland, Reed Books, 2002 (ISBN 0-7900-0761-4).